# 曲尾藓
曲尾藓（学名：Dicranum scoparium）为曲尾藓科曲尾藓属下的一个种。

## 扩展阅读
- 維基物種上的相關：曲尾藓